# Norbert Rob Schittek

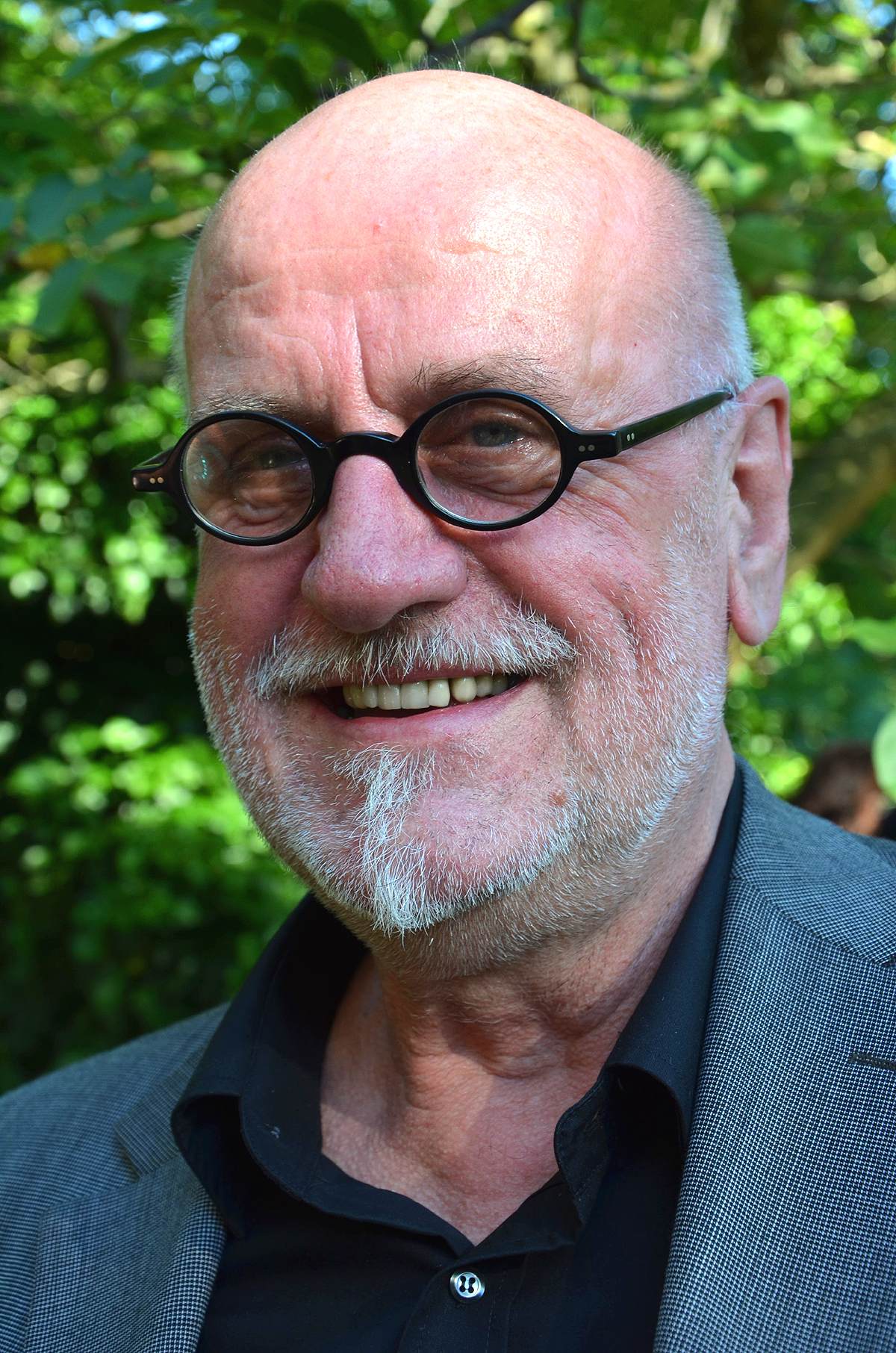
Norbert Rob Schittek

Norbert Rob Schittek (* 1946) ist ein deutscher Architekt, Bildhauer, Fotograf Hochschullehrer und Künstler mit Wohnsitz in Bad Nenndorf.

## Leben
Nach seinem Schulbesuch studierte Norbert Rob Schittek Bildhauerei und Architektur, bevor er 1975 an der Universität Hannover sein Diplom für das Studienfach Architektur erhielt. Bald darauf arbeitete er mehrere Jahre von 1977 bis 1983 als wissenschaftlicher Assistent am Lehrstuhl für Modellieren, Fachbereich Architektur der Universität Hannover bei Stefan Schwerdtfeger. Zudem lehrte Schittek zeitweilig an der Fachhochschule Holzminden und der Universität-Gesamthochschule Paderborn.
Von 1991 bis 1996 lehrte Schittek an der Universität Hannover die Fächer Darstellung und Gestaltung am Institut für Grünplanung und Gartenarchitektur. 1997 übernahm er die Professur für Gestaltung und Darstellung an der Universität GH Paderborn. Von 2000 bis 2011 wirkte er dann als Professor für Gestaltung und Darstellung an der Leibniz-Universität Hannover.

## Weitere Tätigkeiten
Norbert Rob Schittek betätigte sich
- als Mitglied der Kunstkommission für die Bundesgartenschau 1999 in Magdeburg
- als Mitglied des Kollegialkreises der Stadt Hannover
- als Mitglied im Beirat „Gärten und Parks in Ostwestfalen-Lippe“
- als Gründungsmitglied des Zentrums für Gartenkunst und Landschaftsarchitektur (CGL), in dessen Vorstand er gewählt wurde
- sowie bei zahlreichen Jurytätigkeiten für Kunst-, Landschafts- und Architekturwettbewerbe.[4]

## Ausstellungen (Auswahl)

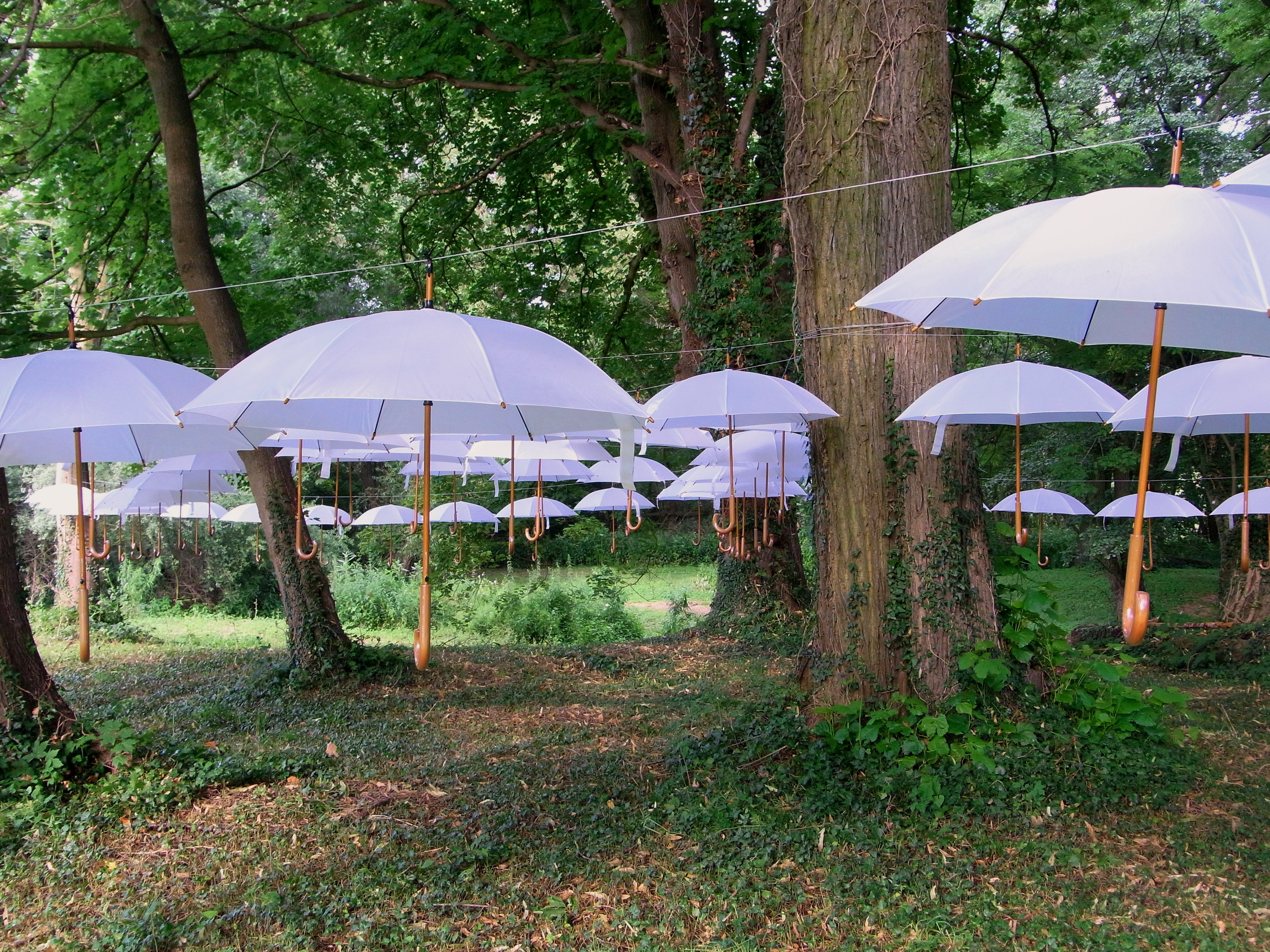
Installation „La Danse des Flaneuses“ im Juli 2017, Kunstausstellung „Verformungen“ im Edelhof Ricklingen, Hannover

Als Künstler beschickte Schittek zahlreiche Kunstausstellungen, aber auch Projekte in den Bereichen Kunst im öffentlichen Raum sowie für die Stadt- und Freiraumplanung, darunter
- 2017: gemeinsam mit Minou Davar: Installation „La danse des Flaneuses“ in der Kunstausstellung Verformungen, Edelhof Ricklingen, Hannover[5]

## Auszeichnungen
Schittek nahm an verschiedenen Wettbewerben teil und gewann mehrere Preise, darunter
- den Kunstpreis des Hannoverschen Künstlervereins,
- den Laves-Kunst-Preis Die Stadt in der bildenden Kunst,
- sowie den Hannover Preis für herausragende städtebauliche Leistungen, Anerkennung.[4]

## Schriften (Auswahl)
- Hendrik Toepper, Norbert Rob Schittek (Red.): Europäische Studenten für Westfalen I/II. Montane Landschaft zwischen Münsterland und Ruhrgebiet. Internationale Studentenwerkstatt der Regionale 2004 in Kooperation mit der RWTH Aachen … vom 19. bis 24. Mai 2003, Telgte: Regionale 2004 GmbH, 2004, ISBN 978-3-936827-07-1 und ISBN 3-936827-07-9